# José Moreno Carbonero

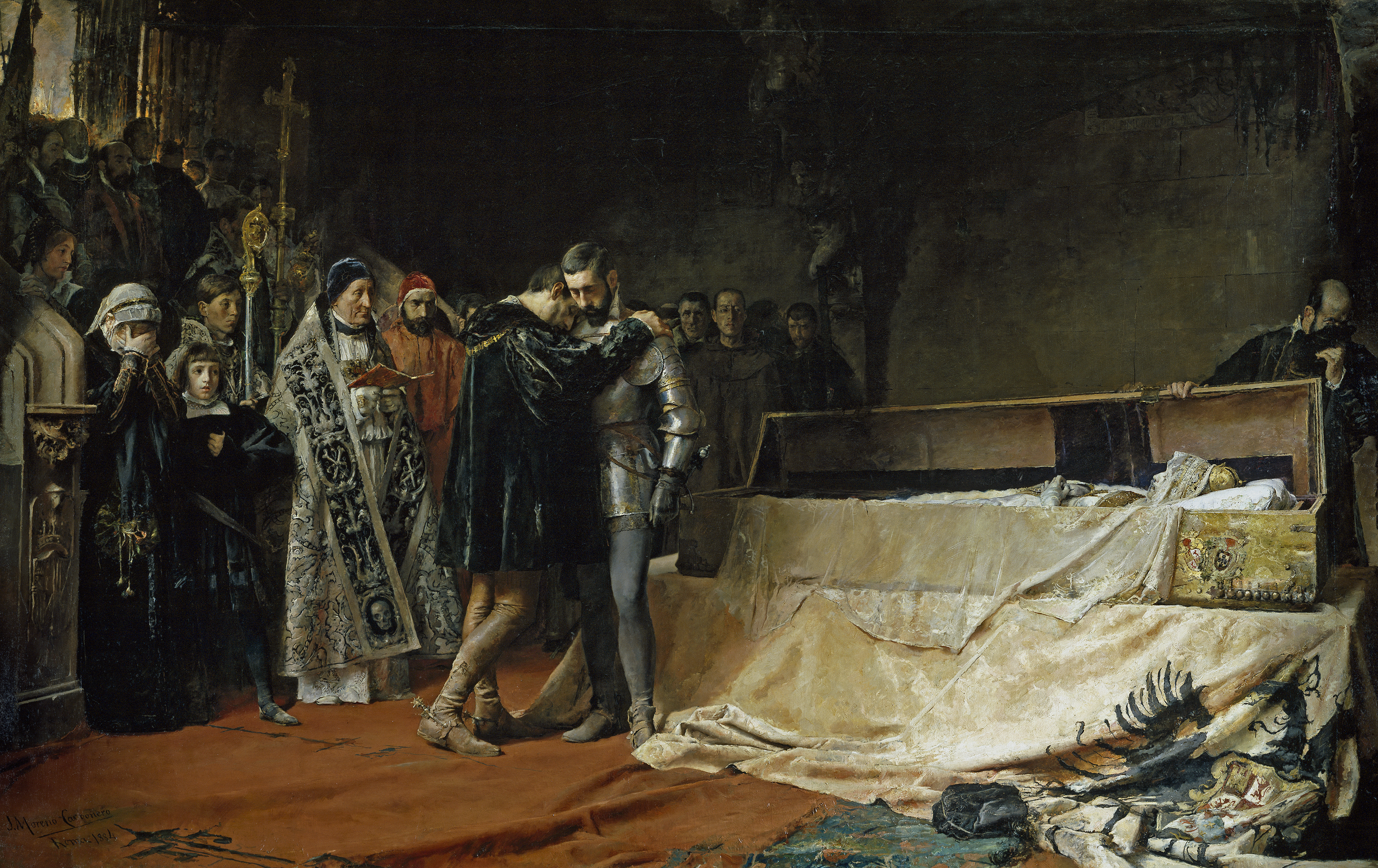
Nawrócenie księcia Gandii, 1884

José Moreno Carbonero – hiszpański malarz pochodzący z Malagi, specjalizował się w portretach i malarstwie historycznym.
Jego pierwszym nauczycielem malarstwa był Bernardo Ferrándiz Bádenes, studiował także w Escuela de arte San Telmo w Maladze. W 1873 roku pojechał do Maroka, gdzie zaczął tworzyć obrazy o tematyce orientalnej na wzór Mariana Fortuny'ego. W 1875 roku wyjechał do Paryża dzięki stypendium przyznanemu przez władze Malagi. Tam pracował w warsztacie Jean-Léona Gérôme'a i zapoznał się z marszandem Adolphem Goupilem. W 1881 jako stypendysta pojechał do Rzymu. Był profesorem rysunku na Królewskiej Akademii Sztuk Pięknych św. Ferdynanda w Madrycie. Brał udział w wielu edycjach Krajowej Wystawy Sztuk Pięknych oraz międzynarodowych wystaw, zdobywając nagrody i wyróżnienia. Obraz Nawrócenie księcia Gandii namalowany w Rzymie zdobył I medal na krajowej wystawie z 1884.